# Рууту, Яркко
Я́ркко Ру́уту (фин. Jarkko Ruutu; 23 августа 1975, Вантаа, Финляндия) — финский хоккеист, правый крайний нападающий. В настоящее время является скаутом клуба НХЛ «Коламбус Блю Джекетс».

## Карьера игрока

### Клубная
На драфте НХЛ 1998 года был выбран в 3 раунде под общим 68 номером командой «Ванкувер Кэнакс». В общей сложности за 6 сезонов провёл 291 матч в составе канадской команды в НХЛ. 4 июля 2006 года как неограниченно свободный агент подписал контракт с «Питтсбург Пингвинз». В июле 2008 заключил трехлетний контракт с клубом «Оттава Сенаторз» на сумму $3.9 миллионов. В феврале 2011 был обменян в «Анахайм Дакс», откуда ушёл в клуб из СМ-Лиги «Йокерит». Завершил карьеру после окончания сезона 2013/2014.

### В сборной
В сборной Яркко трижды становился серебряным призёром чемпионатов мира и один раз бронзовым. Один раз выиграл серебряную олимпийскую медаль в Турине, один раз бронзовую в Ванкувере.
На Олимпиаде в Солт-Лейк-Сити в игре против России на групповом этапе Рууту отметился с отрицательной стороны, весь матч провоцируя россиян, за что был в буквальном смысле нокаутирован Алексеем Ковалёвым.

## Семья
Два младших брата Яркко - тоже известные хоккеисты. Микко (1978 год рождения), был задрафтован в НХЛ но никогда не играл в ней, в возрасте 24 лет из-за серьёзной травмы был вынужден закончить карьеру. Туомо (1983) - чемпион мира 2011, играет в НХЛ за «Нью-Джерси Девилз».

## Статистика
```
                                            --- Regular Season ---  ---- Playoffs ----
Season   Team                        Lge    GP    G    A  Pts  PIM  GP   G   A Pts PIM
--------------------------------------------------------------------------------------
1995-96  Michigan Tech               NCAA   38   12   10   22   96
1996-97  HIFK Helsinki               FNL    48   11   10   21  155  --  --  --  --  --
1997-98  HIFK Helsinki               FNL    37   10   10   20  166   9   7   4  11  10
1998-99  HIFK Helsinki               FNL    25   10    4   14  136   9   0   2   2  43
1999-00  Syracuse Crunch             AHL    65   26   32   58  164   4   3   1   4   8
1999-00  Vancouver Canucks           NHL     8    0    1    1    6  --  --  --  --  --
2000-01  Kansas-City Blades          IHL    46   11   18   29  111  --  --  --  --  --
2000-01  Vancouver Canucks           NHL    21    3    3    6   32   4   0   1   1   8
2001-02  Vancouver Canucks           NHL    49    2    7    9   74   1   0   0   0   0
2002-03  Vancouver Canucks           NHL    36    2    2    4   66  13   0   2   2  14
2003-04  Vancouver Canucks           NHL    71    6    8   14  133   6   1   0   1  10
2004-05  HIFK Helsinki               FNL    50   10   18   28  215   3   0   0   0  41
2005-06  Vancouver Canucks           NHL    82   10    7   17  142  --  --  --  --  --
2006-07  Pittsburgh Penguins         NHL    81    7    9   16  125   5   0   0   0  10
2007-08  Pittsburgh Penguins         NHL    71    6   10   16  138  20   2   1   3  26
2008-09	 Ottawa Senators             NHL    78    7   14   21  144  --  --  --  --  --
2009-10	 Ottawa Senators             NHL    82   12   14   26  121   6   2   1   3  34
2010-11	 Ottawa Senators             NHL    50    2    8   10   59  --  --  --  --  --
2011-12  Anaheim Ducks               NHL    22    1    1    2   36   3   0   0   0  12
--------------------------------------------------------------------------------------
         NHL Totals                        651   58   84  142 1076  58   5   5  10 114

```